# Tumélico
Tumélico fue el hijo del caudillo germano Arminio y su esposa Thusnelda. Nació en cautiverio en Roma y fue entrenado como gladiador en Rávena, muriendo antes de los 20 años de edad en un encuentro de gladiadores.
En el año 15 después de Cristo, Germánico atacó los asentamientos germanos como represalia por la batalla del bosque de Teutoburgo y capturó a Thusnelda, quien fue entregada a los romanos por su propio padre Segestes como un acto de venganza contra Arminio. Segestes la había prometido como esposa a otro hombre, pero Thusnelda se había escapado con Arminio y se había casado con él después de la victoria del bosque de Teutoburgo.
Tácito promete contar la historia "a su debido tiempo", pero en sus "Anales" no se encuentran más referencias sobre Tumélico, al menos en los textos que nos han llegado. En la obra de Tácito existe un vacío en los años 30 y 31, por lo que se puede pensar que Tumélico murió a la edad de 15 o 16 años.